# Distretto governativo dell'Assia Renana-Palatinato
Il distretto governativo dell'Assia Renana-Palatinato è stato uno dei tre distretti governativi (Regierungsbezirke) del land della Renania-Palatinato, soppresso nel 2000.

## Storia
Dal 2000, gli impiegati e i beni del Bezirksregierungen formano l'Aufsichts- und Dienstleistungsdirektion Trier (Direttorato di servizio e supervisione Treviri) e gli Struktur- und Genehmigungsdirektionen (Direttorati strutturali e di approvazione) Nord a Coblenza e Süd a Neustadt. Queste amministrazioni esercitano la loro autorità sull'intero stato, ad esempio, l'ADD Treviri supervisiona tutte le scuole del Land.

## Geografia fisica
Il distretto si trovava al sud del suo stato, con al centro la città capoluogo di Neustadt ed al nord-est la città di Magonza. Confinava con la Francia, gli stati del Baden-Württemberg, dell'Assia e della Saarland, e con l'ex-distretto di Coblenza.
Il centro di gran lunga più popoloso era Magonza, capoluogo regionale, seguito da Ludwigshafen e Kaiserslautern.

## Suddivisione
| Circondari rurali (Landreise) | Città indipendenti (Kreisfreie Städte) |
| --- | --- |
| 1. Alzey-Worms 2. Bad Dürkheim 3. Donnersbergkreis 4. Germersheim 5. Kaiserslautern 6. Kusel 7. Magonza-Bingen (Mainz-Bingen) 8. Palatinato sudoccidentale (Südwestpfalz) 9. Rhein-Pfalz-Kreis 10. Weinstraße Meridionale (Südliche Weinstraße) | 1. Frankenthal 2. Kaiserslautern 3. Landau in der Pfalz 4. Ludwigshafen am Rhein 5. Magonza (Mainz) 6. Neustadt an der Weinstraße 7. Pirmasens 8. Spira (Speyer) 9. Worms 10. Zweibrücken |